# 少年Pi的奇幻漂流 (電影)
《少年Pi的奇幻漂流》（英語：Life of Pi；簡稱《少年Pi》）是一部李安执导的美國3D电影，于2012年11月21日上映，编剧大衛·馬吉根据加拿大作家扬·马特尔于2001年发表的同名小说改编而成。印度演員苏拉·沙玛飾演主角「Pi」（又譯「派」）。
影片收获了相當優異的口碑和6.09亿美元的全球票房，本片为摄影师克劳迪奥·米兰达赢得多个影评人协会奖的最佳摄影奖，更获得第85届奥斯卡金像奖最佳导演、摄影、配乐和视觉效果四个奖项，让李安继《断背山》后赢得第二座奥斯卡最佳导演奖。成為史上唯一榮獲兩次奧斯卡最佳導演的華人導演。

## 剧情简介
在加拿大，一位作家聽說Pi的生平是一個難得的好故事，便向Pi詢問了他的生平。
Pi的父親以法國游泳池Piscine Molitor將他命名為皮辛·墨利多·帕帖爾，但因為Piscine的發音聽起來像Pissing（小便），讓他在學校飽受霸凌，因此他自稱「Pi」。Pi在印度教家庭中成長，在12歲時接觸基督教，之後是伊斯蘭教，他同時信奉這三種宗教，因為他只想愛上帝。Pi的母親支持他的想法，但他那理性主義者的父親勸他學習科學。Pi的家庭經營動物園，Pi對動物園裡一隻名為理查·帕克的孟加拉虎特別感興趣，某次Pi試圖接近理查·帕克，但Pi的父親阻止他並強迫他觀看老虎殺死山羊的畫面，以此作為警告。
在Pi16歲時，他的父親決定舉家搬到加拿大定居，因此必須出售動物。一家人帶著動物搭上一艘日本貨船。船遇到了暴風雨，Pi試圖救出自己的家人，但一名水手將他丟到了救生艇上。一隻斷了腿的斑馬跳上救生艇，船在馬里亞納海溝沉沒，Pi的家人都身亡了。暴風雨過後，清醒的Pi注意到一隻在海上漂浮的猩猩，便把牠拉上救生艇，一隻班鬣狗從覆蓋著一半救生艇的防水布下衝出，咬死了斑馬並殺死猩猩，接著理查·帕克也從防水布下衝出，殺死了斑鬣狗。
出於安全考量，Pi待在一個用救生背心和魚網自製的小艇上，並用繩子與救生艇相連，Pi出於道德原因不願殺死理查·帕克，因此只好釣魚餵牠，以免理查·帕克飢不擇食。但在理查·帕克跳下海中捉魚並朝Pi游去時，Pi趕忙逃回救生艇上，因為不願讓牠淹死，Pi又帶著補給品回到小艇。一天晚上，座頭鯨衝出海面，把小艇摧毀，迫使Pi回到救生艇上與理查·帕克對峙，Pi透過訓練理查·帕克，讓自己能與牠在船上共存。幾週後，他們漂流到一座佈滿叢林的島，上面有著可食植物、淡水和大量狐獴，Pi在上面恢復了體力。但到了晚上，小島變得十分危險，淡水變成酸液、狐獴四處逃竄，理查·帕克跑回救生艇上，Pi在一朵花裡發現人類的牙齒，推斷整座島是食肉植物，便趕緊逃離。
Pi和理查·帕克漂流到墨西哥海岸，理查·帕克頭也不回地消失在森林中，Pi對此感到難過。Pi獲救後被送往醫院，兩名日本貨輪公司的保險經紀人向他詢問事情經過，但並不相信Pi的敘述，因此Pi說了另一個故事，其中的動物被倖存的人類代替，Pi的母親是猩猩，水手是斑馬，船上的凶悍廚師是斑鬣狗。在這個故事中，廚師殺死水手並吃他的肉，他還殺死了Pi的母親，之後Pi砍死了廚師並以其遺體做為食物和魚餌。雖然保險經紀人對此故事不甚滿意，但他們並沒有進一步質疑。
作家發現這兩個故事有相似之處，他指出第二個故事裡的Pi就是理查·帕克，Pi表示，無論哪個故事是真的，都不會改變自己家人已死的事實，並問作家喜歡哪個故事，作家選擇第一個，Pi回答「那麼神與你同在」。作家看了一眼保險公司報告的副本，上面提到Pi在「成年孟加拉虎的陪伴下」倖免於難。

## 故事版本差異
在故事版本，Pi問了那兩位日本海運公司人員，問他們會選擇哪一個版本。而在電影版本，Pi是向前來訪問的作家提問此問題。而相同地作家也是選擇了Pi的動物版本。另一方面，小說中Pi向那兩位日本海運公司人員介紹他遇見一名台灣水手（電影中由王柏傑飾），但電影中沒有確切表示他是台籍水手。

## 演员
| 演員                             | 角色                                               | 備註                                                                                       |
| 蘇拉·沙瑪 Suraj Sharma           | 皮辛·墨利多·"派"·帕帖爾 Piscine Molitor "Pi" Patel | 少年16歲時的Pi，與孟加拉虎「理查·帕克」在太平洋上度過二百多天的日子                        |
| 伊凡·卡漢                        | 皮辛·墨利多·"派"·帕帖爾 Piscine Molitor "Pi" Patel | 成年時的Pi                                                                                 |
| 阿尤許·坦登 Ayush Tandon         | 皮辛·墨利多·"派"·帕帖爾 Piscine Molitor "Pi" Patel | 11－12歲的Pi                                                                               |
| 高譚姆·貝勒爾 Gautam Belur       | 皮辛·墨利多·"派"·帕帖爾 Piscine Molitor "Pi" Patel | 5歲的Pi                                                                                    |
| 拉夫·斯包爾 Rafe Spall           | 作家 The Writer                                    | Pi的作家朋友，即原著作者揚·馬特爾                                                          |
| 塔布 Tabu                        | 姬塔·帕帖爾 Gita Patel                             | Pi的母親，素食主義者，贊成Pi的開放性思想。                                                 |
| 阿迪爾·胡賽恩 Adil Hussain       | 桑陀旭·帕帖爾 Santosh Patel                        | Pi的父親。動物園園長，雖然信仰上信奉印度教，但本質上是理性主義的無神論者，舉家遷往加拿大。 |
| 維比許·西瓦庫瑪 Vibish Sivakumar | 拉維·帕帖爾 Ravi Patel                             | Pi的哥哥。18－19歲。                                                                       |
| 傑哈·德巴狄厄 Gérard Depardieu   | 船廚子 the Cook                                    | 船上的廚師，與Pi的父親發生爭執。                                                           |
| 薛門錫·莎娜 Shravanthi Sainath   | 阿南蒂 Anandi                                      | Pi在印度舞課時認識的小女友。                                                               |
| 王柏傑                           | 水手 Buddhist Sailor                               | Pi一家在船上認識的佛教徒華人水手。                                                         |
| 黃健瑋                           | 船員                                               | 桑奇號上的臺灣船員                                                                         |

## 制作
影片投资1.2亿美元，David Magee担任编剧工作。李祐安花了好几个月寻找男主角Pi的演員，最终17岁的新人蘇拉·沙瑪于2010年10月从3,000名挑选者中脱颖而出。2011年1月开拍，拍摄地包括臺北市立動物園、臺中市水湳經貿園區和屏東縣的墾丁國家公園等地，以及印度本地治里等地。

### 音樂
原聲帶結合東西方聲韻，由來自加拿大的配樂家麥可·唐納（Mychael Danna）製作。本片係麥克繼《冰風暴》、《與魔鬼共騎》後，三度與李安合作。麥可主要利用管弦樂的搭配，呈現海浪來襲的不安定感，充斥著危險、緊張與和平，人獸之間命懸一念之氣氛。

### 原聲帶曲目
| 曲序 | 曲目                                                                    | 时长 |
| ---- | ----------------------------------------------------------------------- | ---- |
| 1.   | "Pi's Lullaby"（派的搖籃曲）                                            | 3:42 |
| 2.   | "Piscine Molitor Patel"（皮辛‧墨利多‧帕帖爾）                           | 3:39 |
| 3.   | "Pondicherry"（朋迪榭里）                                               | 1:12 |
| 4.   | "Meeting Krishna"（遇見黑天）                                           | 1:51 |
| 5.   | "Christ in the Mountains"（山中基督）                                   | 1:13 |
| 6.   | "Thank you Vishnu for Introducing me to Christ"（謝毗濕奴帶我認識基督） | 0:55 |
| 7.   | "Richard Parker"（理查‧帕克）                                           | 0:54 |
| 8.   | "Appa's Lesson"（阿爸的教訓）                                           | 1:06 |
| 9.   | "Anandi"（阿南蒂）                                                      | 0:55 |
| 10.  | "Leaving India"（告別印度）                                             | 1:20 |
| 11.  | "The Deepest Spot on Earth"（極深之地）                                 | 0:48 |
| 12.  | "Tsimtsum"（奇桑號）                                                    | 2:49 |
| 13.  | "Death of the Zebra"（斑馬之死）                                        | 0:33 |
| 14.  | "First Night, First Day"（首夜、首日）                                  | 3:45 |
| 15.  | "Set Your House in Order"（聽號令就緒）                                 | 2:10 |
| 16.  | "Skinny Vegetarian Boy"（孱弱的素男孩）                                 | 2:16 |
| 17.  | "Pi and Richard Parker"（派與理查‧帕克）                                | 2:14 |
| 18.  | "The Whale"（巨鯨）                                                     | 2:02 |
| 19.  | "Flying Fish"（飛魚來襲）                                               | 0:49 |
| 20.  | "Tiger Training"（馴服老虎）                                            | 1:22 |
| 21.  | "Orphans"（遺孤）                                                       | 1:36 |
| 22.  | "Tiger Vision"（虎的視野）                                              | 4:31 |
| 23.  | "God Storm"（上帝風暴）                                                 | 3:42 |
| 24.  | "I'm Ready now"（我已準備好）                                           | 3:21 |
| 25.  | "The Island"（食人島）                                                  | 1:59 |
| 26.  | "Back to the World"（重返於世）                                         | 8:20 |
| 27.  | "The Second Story"（第二個故事）                                        | 4:02 |
| 28.  | "Which Story do you Prefer?"（你相信哪則故事?）                         | 2:05 |

## 评价
影片于2012年9月在纽约电影节首映后，收获了不少好评，主要集中在故事叙述与视觉效果上。正式上映后，美国媒体综评78分，《完全电影》、《环球邮报》、《芝加哥太阳报》、《洛杉矶时报》、《纽约杂志》、《时代周刊》、《好莱坞报道者》等多家媒体给出满分；《烂番茄》新鲜度达88%，收获广泛赞誉。影片被《时代周刊》列为年度十佳电影之一。
媒体代表性评价：“2012年度最佳影片之一，一次关于真实的拷问，一首关于人性选择的挽歌，影片的每一分每一秒都是如此真实”，“李安最好的作品总是有这样一种倾向，在平静而美好的外表下，奔腾着汹涌的道德暗流”，“堪称哲学史诗的3D技术映画，让银幕上的世界呼之欲出。甚至不是我等站在银幕外，而是融入世界中”，“从一开始多种宗教主义的探讨和融合就能看出，这部影片的主题其实与宗教并无关系，甚至已经横亙幻想与现实的壁垒”，“绝对的大师手笔，达尔文演化論、宗教人本主义、信仰与心境的互动，无数理念在这部影片中水乳交融混合为一”。
電影片尾標語稱「本片拍攝過程沒有任何動物受到傷害」，而美國人道協會（AMA）派來台灣的觀察員吉娜強森，在2011年4月7日寫給同事的電子郵件指出，名為「國王」的孟加拉虎差點溺死。

## 票房
北美首周末收获2200万美元，名列第五位。北美票房持續穩定長賣，累積達1.24億美元，北美和全球總票房4.84億美元，最終總票房6.09億美元，為李安電影作品中票房最高的一部。奧斯卡獎頒發前票房約5.7億美元，與之後6.09億美元的總票房相比，奧斯卡效應貢獻少許票房。
台灣方面，首日票房為新台幣750萬元；首週五天票房為新台幣6500萬元；上映九天全台票房破億；次週票房累計至新台幣1.8億元；第三週票房累計至新台幣2.75億元；第四週票房累計至新台幣3.5億元；第五週票房累計至新台幣3.9億元，連霸全台五週週末票房冠軍；上映第八週時，因奧斯卡公布入圍名單，再度奪回周末冠軍寶座，第八週票房累計至直逼新台幣5億元；最終全台票房為新台幣5.5億元。
中國大陸方面，首週4天收获票房1亿110万人民币，其中IMAX版的票房贡献达到17%之多。上映後，電影连续三週票房居首，截至12月9日累计票房近4.4亿元人民币（约合7044.4万美元）。最终票房5.72億人民币。
| 上一届： 《寒战》             | 2012年中国大陸一周票房冠军 第47-49周 | 下一届： 《人再囧途之泰囧》     |
| 上一届： 《寒戰》             | 2012年香港一週票房冠軍 第47-49周     | 下一届： 《哈比人：不思議之旅》 |
| 上一届： 《暮光之城4：破曉》  | 2012年台北週末票房冠軍 第47-49周     | 下一届： 《哈比人：意外旅程》   |
| 上一届： 《哈比人：意外旅程》 | 2012年台北週末票房冠軍 第51周        | 下一届： 《神隱任務》           |
| 上一届： 《神隱任務》         | 2013年台北週末票房冠軍 第2周         | 下一届： 《一代宗師》           |

## 奖项
| 頒獎單位                          | 獎項                            | 獲獎者/提名者 | 結果 |
| --------------------------------- | ------------------------------- | --- | ---- |
| 第85屆奧斯卡金像獎                | 最佳劇情片                      | 李安, Gil Netter, David Womark | 提名 |
| 第85屆奧斯卡金像獎                | 最佳導演                        | 李安 | 獲獎 |
| 第85屆奧斯卡金像獎                | 最佳改編劇本                    | David Magee | 提名 |
| 第85屆奧斯卡金像獎                | 最佳攝影                        | 克勞迪奧·米蘭達 | 獲獎 |
| 第85屆奧斯卡金像獎                | 最佳布景設計                    | David Gropman (Production Design); Anna Pinnock (Set Decoration) | 提名 |
| 第85屆奧斯卡金像獎                | 最佳剪接                        | Tim Squyres | 提名 |
| 第85屆奧斯卡金像獎                | 最佳音效剪接                    | Eugene Gearty, Philip Stockton | 提名 |
| 第85屆奧斯卡金像獎                | 最佳音效混音                    | Ron Bartlett, D. M. Hemphill, Drew Kunin | 提名 |
| 第85屆奧斯卡金像獎                | 最佳視覺效果                    | Bill Westenhofer, Guillaume Rocheron, Erik-Jan de Boer and Donald R. Elliott                                                                                              | 獲獎 |
| 第85屆奧斯卡金像獎                | 最佳電影配樂                    | 麥可·唐納 | 獲獎 |
| 第85屆奧斯卡金像獎                | 最佳電影歌曲                    | "Pi's Lullaby" from Life of Pi, Music by Mychael Danna; Lyric by Bombay Jayashri                                                                                          | 提名 |
| 第2屆澳洲電影和電視藝術學院國際獎 | 最佳劇情片                      | 李安, Gil Netter, David Womark | 提名 |
| 第2屆澳洲電影和電視藝術學院國際獎 | 最佳導演                        | 李安 | 提名 |
| 全美女性電影記者聯盟              | 最佳攝影                        | Claudio Miranda | 獲獎 |
| 美國電影剪輯艾迪獎                | 最佳剪接                        | Tim Squyres | 提名 |
| 2012年美國電影學會獎              | 最佳年度電影                    | 李安, Gil Netter and David Womark | 獲獎 |
| 美國攝影師協會獎                  | 最佳攝影                        | Claudio Miranda | 提名 |
| 安妮獎                            | 最佳實景角色動畫                | Orangutan – Erik de Boer, Amanda Dague, Matt Brown, Mary Lynn Machado, Aaron Grey                                                                                         | 提名 |
| 安妮獎                            | 最佳實景角色動畫                | Tiger – Erik de Boer, Matt Shumway, Brian Wells, Vinayak Pawar, Michael Holzl                                                                                             | 獲獎 |
| 藝術指導公會獎                    | 最佳場景設計                    | David Gropman | 獲獎 |
| 第66屆英國電影學院獎              | 最佳影片                        | 李安, Gil Netter, David Womark | 提名 |
| 第66屆英國電影學院獎              | 最佳導演                        | 李安 | 提名 |
| 第66屆英國電影學院獎              | 最佳改編劇本                    | David Magee | 提名 |
| 第66屆英國電影學院獎              | 最佳攝影                        | Claudio Miranda | 獲獎 |
| 第66屆英國電影學院獎              | 最佳場景設計                    | David Gropman, Anna Pinnock | 提名 |
| 第66屆英國電影學院獎              | 最佳剪接                        | Tim Squyres | 提名 |
| 第66屆英國電影學院獎              | 最佳音效                        | Drew Kunin, Eugene Gearty, Philip Stockton, Ron Bartlett, D. M. Hemphill                                                                                                  | 提名 |
| 第66屆英國電影學院獎              | 最佳視覺效果                    | Bill Westenhofer, Guillaume Rocheron, Erik-Jan de Boer, Donald R. Elliott                                                                                                 | 獲獎 |
| 第66屆英國電影學院獎              | 最佳原創音樂                    | Mychael Danna | 提名 |
| 第18屆美國影評人大獎              | 最佳影片                        | | 提名 |
| 第18屆美國影評人大獎              | 最佳導演                        | 李安 | 提名 |
| 第18屆美國影評人大獎              | 最佳新演員                      | Suraj Sharma | 提名 |
| 第18屆美國影評人大獎              | 最佳改編劇本                    | David Magee | 提名 |
| 第18屆美國影評人大獎              | 最佳攝影                        | Claudio Miranda | 獲獎 |
| 第18屆美國影評人大獎              | 最佳藝術指導                    | David Gropman/Production Designer; Anna Pinnock/Set Decorator | 提名 |
| 第18屆美國影評人大獎              | 最佳剪輯                        | Tim Squyres | 提名 |
| 第18屆美國影評人大獎              | 最佳視覺效果                    | | 獲獎 |
| 第18屆美國影評人大獎              | 最佳音樂                        | Mychael Danna | 提名 |
| 芝加哥影評人協會獎                | 最佳攝影                        | Claudio Miranda | 提名 |
| 美國導演公會獎                    | 最佳導演                        | 李安 | 提名 |
| 第70屆金球獎                      | 劇情類最佳影片                  | | 提名 |
| 第70屆金球獎                      | 最佳導演                        | 李安 | 提名 |
| 第70屆金球獎                      | 最佳原創電影音樂                | Mychael Danna | 獲獎 |
| 第60屆金膠獎                      | 年度電影人                      | 李安 | 獲獎 |
| 第60屆金膠獎                      | 最佳音樂聲音剪輯                | Music Editor: Erich Stratmann Additional Music Editor: Mitch Bederman | 獲獎 |
| 第60屆金膠獎                      | 最佳對白音效剪輯                | Supervising Sound Editors: Eugene Gearty, Philip Stockton Supervising ADR Editor: Kenton Jakub                                                                            | 獲獎 |
| 第60屆金膠獎                      | 最佳音響效果剪輯                | Supervising Sound Editor: Philip Stockton Sound Designer: Eugene Gearty Supervising Foley Editor: Frank Kern Foley Artist: Marko Constanzo Editors: Kam Chan, Jamie Baker | 提名 |
| 休士頓影評人協會獎                | 最佳攝影                        | Claudio Miranda | 提名 |
| 休士頓影評人協會獎                | 最佳原創電影音樂                | Mychael Danna | 提名 |
| 休士頓影評人協會獎                | 最佳科技成就                    | | 提名 |
| 國際3D協會獎                      | 哈羅德獎                        | 李安 | 獲獎 |
| 國際3D協會獎                      | 最佳3D實景電影                  | 李安 | 獲獎 |
| 國際3D協會獎                      | 實景立體影像                    | | 獲獎 |
| 國際3D協會獎                      | 年度3D時刻                      | | 獲獎 |
| 國際電影音樂評論協會獎            | 年度最佳電影音樂                | Mychael Danna | 獲獎 |
| 國際電影音樂評論協會獎            | 年度最佳電影作曲                | Mychael Danna | 提名 |
| 國際電影音樂評論協會獎            | 最佳原創電影音樂                | Mychael Danna | 提名 |
| 國際電影音樂評論協會獎            | 年度最佳電影歌曲 - Pi's Lullaby | Mychael Danna and Bombay Jayashri | 提名 |
| 愛爾蘭電影電視獎                  | 國際電影                        | | 提名 |
| 第46屆堪薩斯城影評人協會獎        | 最佳導演                        | 李安 | 獲獎 |
| 第17屆拉斯維加斯影評人協會獎      | 最佳劇情片                      | | 獲獎 |
| 第17屆拉斯維加斯影評人協會獎      | 最佳導演                        | 李安 | 獲獎 |
| 第17屆拉斯維加斯影評人協會獎      | 最佳攝影                        | Claudio Miranda | 獲獎 |
| 第17屆拉斯維加斯影評人協會獎      | 最佳視覺效果                    | | 獲獎 |
| 第17屆拉斯維加斯影評人協會獎      | 最佳電影音樂                    | Mychael Danna | 獲獎 |
| 第17屆拉斯維加斯影評人協會獎      | 最佳新演員                      | Suraj Sharma | 獲獎 |
| 倫敦影評人協會獎                  | 年度最佳導演                    | 李安 | 獲獎 |
| 倫敦影評人協會獎                  | 科技成就                        | Bill Westenhofer | 獲獎 |
| 第12屆紐約在線影評人協會獎        | 2012年十大頂尖電影              | | 獲獎 |
| 第12屆紐約在線影評人協會獎        | 最佳攝影                        | Claudio Miranda | 獲獎 |
| 北卡羅來納影評人協會獎            | 最佳導演                        | 李安 | 獲獎 |
| 第16屆線上影評人獎                | 最佳攝影                        | Claudio Miranda | 提名 |
| 第24屆棕梠泉國際電影節            | 弗雷德里克-洛維                 | Mychael Danna | 獲獎 |
| 鳳凰城影評人協會獎                | 十大電影                        | | 獲獎 |
| 鳳凰城影評人協會獎                | 最佳導演                        | 李安 | 提名 |
| 鳳凰城影評人協會獎                | 最佳真人家庭片                  | | 獲獎 |
| 鳳凰城影評人協會獎                | 最佳原創電影音樂                | Mychael Danna | 提名 |
| 鳳凰城影評人協會獎                | 最佳攝影                        | Claudio Miranda | 獲獎 |
| 鳳凰城影評人協會獎                | 最佳剪輯                        | Tim Squyres | 提名 |
| 鳳凰城影評人協會獎                | 最佳視覺效果                    | | 獲獎 |
| 鳳凰城影評人協會獎                | 最佳幕前突破表現                | Suraj Sharma | 提名 |
| 第24屆美國製片公會獎              | 劇情片傑出製作人                | 李安, Gil Netter and David Womark | 提名 |
| 第25屆南加州大學圖書館編劇獎      | 編劇獎                          | David Magee | 提名 |
| 第17屆衛星獎                      | 最佳劇情片                      | | 提名 |
| 第17屆衛星獎                      | 最佳改編劇本                    | David Magee | 獲獎 |
| 第17屆衛星獎                      | 最佳攝影                        | Claudio Miranda | 獲獎 |
| 第17屆衛星獎                      | 最佳聲音混編                    | Drew Kunin, Eugene Gearty, Philip Stockton | 提名 |
| 第17屆衛星獎                      | 最佳視覺效果                    | Bill Westenhofer | 提名 |
| 第39屆土星獎                      | 最佳奇幻電影                    | | 獲獎 |
| 第39屆土星獎                      | 最佳導演                        | 李安 | 提名 |
| 第39屆土星獎                      | 最佳劇本                        | David Magee | 提名 |
| 第39屆土星獎                      | 最佳佈景設計                    | David Gropman | 提名 |
| 第39屆土星獎                      | 最佳剪輯                        | Tim Squyres | 提名 |
| 第39屆土星獎                      | 最佳視覺效果                    | Bill Westenhofer, Guillaume Rocheron, Erik-Jan de Boer and Donald R. Elliott                                                                                              | 提名 |
| 第39屆土星獎                      | 最佳音樂                        | Mychael Danna | 提名 |
| 第39屆土星獎                      | 最佳年輕演員                    | Suraj Sharma | 獲獎 |
| 西南影評人協會獎2012              | 十大電影                        | | 獲獎 |
| 西南影評人協會獎2012              | 最佳攝影                        | Claudio Miranda | 獲獎 |
| 聖路易斯影評人協會                | 最佳影片                        | | 提名 |
| 聖路易斯影評人協會                | 最佳導演                        | 李安 | 提名 |
| 聖路易斯影評人協會                | 最佳改編劇本                    | David Magee | 提名 |
| 聖路易斯影評人協會                | 最佳攝影                        | Claudio Miranda | 提名 |
| 聖路易斯影評人協會                | 最佳視覺效果                    | | 獲獎 |
| 第11屆視覺效果協會獎              | VES Visionary Award             | 李安 | 獲獎 |
| 第11屆視覺效果協會獎              | 特效影片最佳視覺效果            | Thomas Fisher, Susan Macleod, Guillaume Rocheron, Bill Westenhofer | 獲獎 |
| 第11屆視覺效果協會獎              | 實景影片最佳動畫角色            | Richard Parker – Erik De Boer, Sean Comer, Betsy Asher Hall, Kai-Hua Lan                                                                                                  | 獲獎 |
| 第11屆視覺效果協會獎              | 實景影片最佳虛擬場景            | Open Ocean – Jason Bayever, Sho Hasegawa, Jimmy Jewell, Walt Jones | 提名 |
| 第11屆視覺效果協會獎              | 實景影片最佳FX模擬              | Storm of God – Harry Mukhopadhyay, David Stopford, Mark Williams, Derek Wolfe                                                                                             | 獲獎 |
| 第11屆視覺效果協會獎              | 實景影片最佳FX模擬              | Ocean – Jason Bayever, David Horsley, Scott Townsend, Miles Vignol | 提名 |
| 第11屆視覺效果協會獎              | 劇情影片最佳合成特效            | Storm of God – Ryan Clarke, Jose Fernandez, Sean Oharas, Hamish Schumacher                                                                                                | 獲獎 |
| 華盛頓特區影評人協會獎            | 最佳改編劇本                    | David Magee | 提名 |
| 華盛頓特區影評人協會獎            | 最佳攝影                        | Claudio Miranda | 獲獎 |
| 女性影評人協會                    | 最佳家庭電影                    | Life of Pi – 捍衛聯盟共同獲得 | 獲獎 |
| 美國編劇工會獎                    | 最佳改編劇本                    | David Magee | 提名 |

## 外部連結
- 官方网站
- Yahoo奇摩電影上《少年Pi的奇幻漂流》的資料（繁體中文）
- 開眼電影網上《少年的奇幻漂流》的資料（繁體中文）
- 豆瓣电影上《少年的奇幻漂流》的資料 （简体中文）
- 时光网上《少年的奇幻漂流》的資料（简体中文）
- AllMovie上《少年的奇幻漂流》的资料（英文）
- 爛番茄上《少年的奇幻漂流》的資料（英文）
- Box Office Mojo上《少年的奇幻漂流》的資料（英文）
- Metacritic上《少年的奇幻漂流》的資料（英文）
- 互联网电影数据库（IMDb）上《少年的奇幻漂流》的资料（英文）